# Vloeiweide

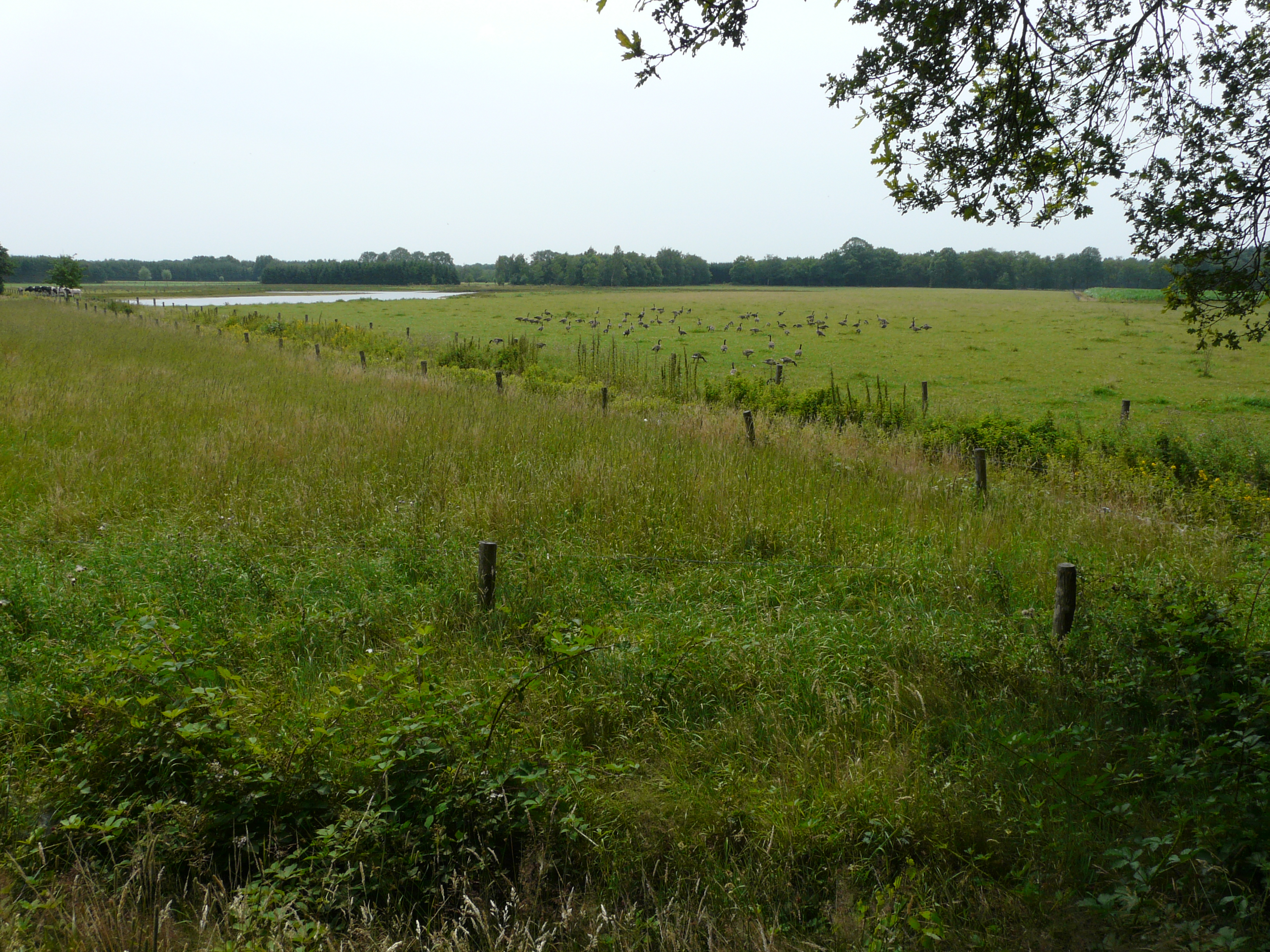
Langs de Bijloop in de Pannenhoef zijn door Brabants Landschap vloeiweiden hersteld

Een vloeiweide of watering is een stuk grond dat periodiek kunstmatig wordt bevloeid met eutroof beek- of rivierwater. De vroegste vorm van deze techniek werd toegepast langs beken, waarbij men het proces van natuurlijke overstromingen bevorderde om droge of zure gronden geschikt te maken als grasland.

## Methode
Het bevloeien gebeurt gewoonlijk 's winters, waarbij het water door lage kaden wordt vastgehouden. In het zomerseizoen blijft het water in de bedding van de betreffende waterloop. Er zijn technische voorzieningen nodig in de vorm van dijkjes, greppels, sluisjes en aan- en afvoersloten. De aanvoer wordt soms de 'spijssloot' genoemd. De afvoersloot mondt gewoonlijk uit in een plaatselijke beek. De toepassing van het principe is bekend uit de vroege middeleeuwen, maar het wordt reeds besproken in teksten die dateren van omstreeks 300 v.Chr.
De hoofdelementen van het bewateringssysteem zijn de 'bovensloot' (regol) en de 'ondersloot' die het water aan- respectievelijk afvoeren. Loodrecht op de boven- en benedensloot staan de doodlopende 'kleinsloten' (fossé). Deze grenzen veldjes af die voorzien worden van een reeks hellende vlakken. Waar twee hellende vlakken boven samenkomen is een doodlopende zijsloot van de bovenkleinsloot die er eveneens loodrecht op staat: de bovenzouw. Waar de hellende vlakken beneden samenkomen ligt de onderzouw, die loodrecht op de onderkleinsloot en daarmee in verbinding staat. Het water sijpelt dan van de bovenzouw naar de onderzouw. Om een aanzienlijke oppervlakte te kunnen bevloeien is een heel stelsel van evenwijdig lopende sloten nodig.

## Kempen
In de 19e eeuw ontwikkelde men vanaf 1840 in de Belgische Kempen een technisch vernuftig systeem waarmee kalkrijk rivierwater uit de Maas dat via bijvoorbeeld het Kempens Kanaal of de Zuidwillemsvaart werd aangevoerd kon worden gebruikt voor de bevloeiing van grote oppervlaktes die op deze wijze werden omgezet in productief hooiland.

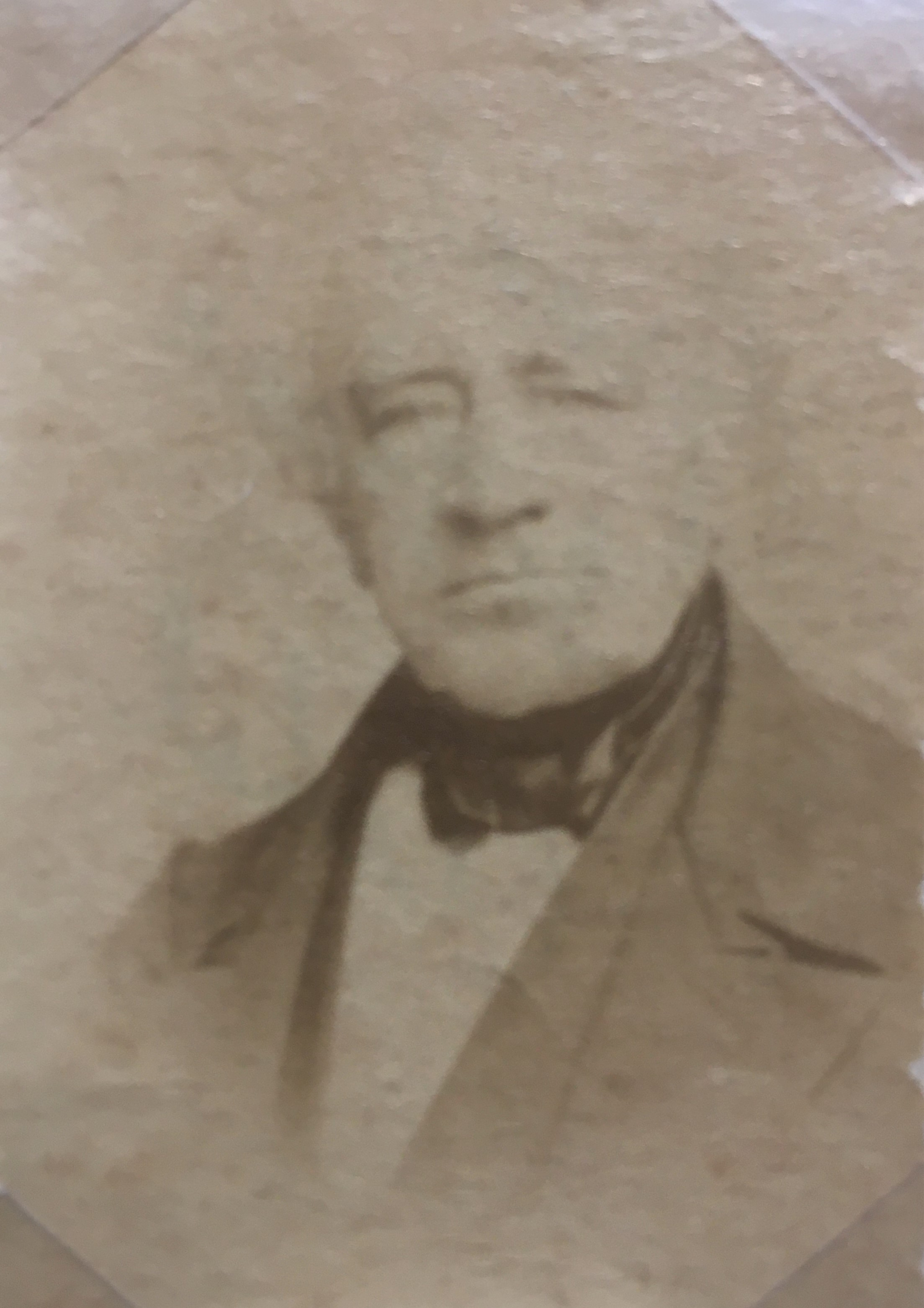
Graaf de Theux de Meylandt

Omstreeks 1845 werd in het noordelijk deel van Belgisch-Limburg en juist over de grens in Noord-Brabant een groot project uitgevoerd waarbij kalk- en mineraalrijk water vanuit het Kempens Kanaal werd aangevoerd dat op het hoogtepunt van het systeem een gebied van 2500 hectare hooilanden bevloeide. Als initiator voor dit systeem wordt graaf Barthélémy de Theux de Meylandt genoemd (1794-1874), zijn schoonzoon graaf Alfred Cornet d'Elzius de Peissant (1839-1898) heeft het systeem verder uitgebouwd. Het verbouwde hooi werd met schepen afgevoerd en verhandeld, onder meer in Antwerpen. Ook werden de paarden van het Belgische leger die gestationeerd waren te Leopoldsburg ermee bevoorraad. 

## Natuurgebieden
Na 1900 begonnen de vloeivelden voor de hooibouw geleidelijk aan betekenis te verliezen door de invoering van kunstmest en door het verdwijnen van de paardentractie. Het stelsel van sluisjes en waterlopen werd niet meer onderhouden en het verval trad in. In de tweede helft van de 20e eeuw was er in de Kempen nog maar 28 ha over: de 12 ha grote Pelterheggen in het gebied De Plateaux-Hageven (gemeente Valkenswaard) en de 16 ha van De Watering in Lommel-Kolonie. Sedert 1983 worden de bevloeiingssystemen in deze en andere gebieden hersteld vanwege de natuurlijke en cultuurhistorische waarden.
Een overzicht van vloeiweiden die worden beheerd als natuurgebied:
- Vloeiweiden bij Lozen die deel uitmaken van het domeinbos Lozerheide.
- De Watering bij Lommel-Kolonie.
- De Warande bij Achel.
- De Pelterheggen bij Borkel en Schaft, onderdeel van het grensoverschrijdend natuurgebied De Plateaux-Hageven.
- Natuurgebied 'Vloeiweide' ten noorden van Rijsbergen.
- Vloeiweide van de Vledder Aa te Wateren.
- Vloeiweide op het landgoed Hof Espelo te Enschede.
- Vloeiweide op het landgoed Lankheet te Haaksbergen, onderdeel van het 'Waterpark' aldaar.

## Waterzuivering
Soms wordt de term 'vloeiweide' gebruikt om een perceel aan te duiden dat bevloeid wordt met rioolwater of industrieelafvalwater met het doel dit water te zuiveren. Men spreekt in dit geval ook wel van vloeiveld. Deze techniek kwam op aan het eind van de 19e eeuw. Het natuurgebied Vloeivelden nabij Tilburg is hiervan een voorbeeld.